# Бекхэм, Чейс
Чейс Бекхэм (англ. Chayce Beckham) — американский кантри-музыкант, певец и автор-исполнитель из Эппл-Вэлли, штат Калифорния, получивший известность в 2021 году после победы в девятнадцатом сезоне певческого реалити-шоу «American Idol». Прозвучавшая там его песня «23» получила платиновую сертификацию в Канаде и США и заняла первое место в кантри-чартах этих стран.

## Биография
Бекхэм родился в Викторвилле, штат Калифорния, в семье Уинди Петерсена и провел свое детство в Викторвилле, Хесперии и Эппл-Вэлли, штат Калифорния. Он учился в начальной школе Carmel в Хесперии, подготовительной школе Vanguard и академии Sitting Bull в Эппл-Вэлли, а в 12 лет перешел в среднюю школу Глендоры и продолжил обучение в средней школе Уиткомба, которую окончил в 2014 году. Он работал оператором тяжелой техники и в 19 или 20 лет создал регги-группу Sinking Sailors. В качестве музыкального влияния он называл Джима Моррисона, Боба Марли, Боба Дилана, Джонни Кэша, Уэйлона Дженнингса, Хэнка Уильямса-младшего и Хэнка Уильямса-старшего. В конце 2020 года, за две недели до прослушивания на шоу American Idol, он попал в автомобильную аварию с почти смертельным исходом.

## American Idol
Бекхэм прошел прослушивание для участия в девятнадцатом сезоне певческого реалити-шоу American Idol в Лос-Анджелесе, штат Калифорния. Пережив Голливудскую неделю отбора и попав в Топ-5, Бекхэм получил наибольшее количество голосов для победы и 23 мая 2021 года он стал победителем девятнадцатого сезона American Idol, обойдя занявшего второе место Вилли Спенса.
На шоу American Idol он исполнил свою песню «23», которую написал за год до этого, и после исполнения песня заняла первое место в чарте iTunes. Песня была выпущена в качестве сингла. Благодаря этой песне он стал первым в истории победителем «Идола» с оригинальной песней.

## Дискография
Дискография Чейса Бекхэма включает, в том числе, следующие релизы:

### Студийные альбомы
| Название   | Детали                                                                     |
| ---------- | -------------------------------------------------------------------------- |
| Bad for Me | - Релиз: 5 апреля 2024 - Лейбл: Wheelhouse - Формат: CD, цифровые загрузки |

### Синглы
- «Can’t Do Without Me» (2021)
- «23» (2023) — № 1 в Country Airplay